# Rörmyrtjärnen (Råneå socken, Norrbotten, 734693-177869)
Rörmyrtjärnen är en sjö i Bodens kommun i Norrbotten och ingår i Råneälvens huvudavrinningsområde. Rörmyrtjärnen ligger i Råneälven Natura 2000-område.